# Isosaari (ö i Hankajärvi, Tammerfors)
Isosaari är en ö i Finland. Den ligger i Hankajärvi och i kommunen Tammerfors i den ekonomiska regionen Tammerfors och landskapet Birkaland, i den södra delen av landet, 170 km norr om huvudstaden Helsingfors. Öns area är 1,6 hektar och dess största längd är 260 meter i öst-västlig riktning.